# Gymnázium Příbram
Gymnázium Příbram patří k jednomu z nejstarších gymnázií ve středních Čechách, výuka na něm začala v roce 1871. V současnosti jej navštěvuje téměř šest stovek studentů, a to ve čtyřletém a osmiletém studijním oboru denního studia. Události, které se na gymnáziu odehrály v době heydrichiády, inspirovaly příbramského spisovatele Jana Drdu k napsání povídky Vyšší princip, podle které byl v roce 1961 natočen stejnojmenný film.

## Historie
Vyučování na obecném reálném gymnáziu bylo zahájeno 12. října 1871. Škola tehdy sídlila v budově obecních škol na náměstí T. G. Masaryka, ale už na počátku 20. století vyrostla v dnešních Jiráskových sadech čtvrť, kde se koncentrovalo několik škol, kam se gymnázium přestěhovalo. V sídle dnešní střední a vyšší zdravotnické školy bylo reálné gymnázium, ve vedlejší budově dnešní základní školy reálka, přírodovědně-technická větev ústavu.
V 60. letech 20. století se gymnázium přestěhovalo do nové budovy na sídlišti, ve které sídlí dodnes. Slavnostního otevření se zúčastnil i tehdejší ministr školství František Kahuda. Po školské reformě se z gymnázia oddělila 7. základní devítiletá škola, která zde sídlila až do vzniku vlastní budovy v dnešní Školní ulici. Dalším mezníkem ve vývoji byl rok 1989, kdy byl škole udělen statut osmiletého gymnázia, a do školství se tak vrátil osvědčený model předválečné doby.
Nejzásadnější rekonstrukcí prošla budova v letech 2006–2007, při níž byla bývalá kotelna přestavěna na studentský klub a knihovnu se studovnou, na půdě vznikla dvě patra nových tříd, odborných učeben, výtvarný ateliér a hudební sál. Škola dostala také zateplení a novou omítku.
Na konci března 2021 schválilo zastupitelstvo Středočeského kraje sloučení Gymnázia Příbram a Gymnázia pod Svatou Horou. K administrativnímu propojení obou škol dojde k 1. září 2022 a nejpozději v roce 2025 by mělo dojít k jejich splynutí. Nástupnickou organizací má být Gymnázium Příbram, sídlící ve stávající budově v ulici Legionářů.

## Významní studenti
- Antonín Stočes – oběť Heydrichiády
- Jan Drda – spisovatel a dramatik
- Václav Bedřich – režisér animovaných filmů a večerníčků
- František Drtikol – fotograf
- Josef Hlinomaz – herec
- Hanuš Jelínek – básník a překladatel
- Pavel Juráček – režisér a scenárista
- Karel Toman – básník
- Miroslav Langer – sportovní komentátor
- Roman Šmucler – zubní lékař a televizní komentátor
- Lucie Křížková – Miss ČR 2003
- Barbora Podzimková – Elite Model Look 2014
- Stanislav Polák – historik a archivář

## Studentské aktivity

### GymTV
GymTV patří mezi nejstarší a nejdéle fungující školní televize v Česku, své vysílání zahájila v roce 2005. Od začátku se věnuje tvorbě školního televizního zpravodajství, jehož výstupem jsou jednak dílčí reportáže, jednak dvacetiminutové zprávy, které GymTV vysílá každou první středu v měsíci a které shrnují události, jež se za uplynulý měsíc ve škole udály; představují zajímavé projekty, pedagogy školy a přinášejí i portréty zajímavých studentů. Součástí relací bývají také ankety, přehled akcí na další měsíc a reportáž z akce, která proběhla mimo školu v příbramském regionu. Redaktoři GymTV se vzhledem k množství akcí a nutnosti jejich pokrytí a také z důvodu flexibility nespecializují na jednotlivé profese, jak tomu obvykle je u jiných školních televizí, ale většinou musí být schopni vykonávat všechny práce (kameraman, scenárista, reportér).
Druhou složkou zpravodajství jsou webové stránky, které vznikly v roce 2006 a postupně se staly plnohodnotným zpravodajským webem gymnázia. Redaktoři formou příspěvků doplněných fotografiemi informují studenty a pedagogy školy, ale i veřejnost o veškerém dění na gymnáziu. Cílem webového zpravodajství je poskytnout čtenářům ucelený a široký informační servis o dění ve škole, školních akcích a projektech. V roce 2015 byly webové stránky GymTV oceněny 1. místem v republikové soutěži školních časopisů v kategorii webový magazín.
Nedílnou součástí činnosti GymTV je pořizování záznamů školních akcí. Od počátku své činnosti televize vydala více než 60 disků se záznamy maturitních plesů, školních akademií, divadelních představení, koncertů a dalších akcí. GymTV je autorem třicetiminutového dokumentu o škole Kdo je Gymnázium? a od roku 2015 také připravuje přenosy kulturních akcí. Diváci dosud mohli živě sledovat například Svatohorskou šalmaj, vánoční koncert Ginevry nebo vystoupení orchestru GymBand.

#### Jak se dělá televize s Českou televizí
Nejvýraznější akcí probíhající ve spolupráci s ČT je projekt Jak se dělá televize aneb Setkání školních televizí. Ten probíhá ve dvou dnech, vždy se jedná o pátek a sobotu. Jeho cílem je, aby se setkaly školní televize fungující v České republice, aby si vyměnily zkušenosti a ukázaly si svoji tvorbu. Druhou složkou projektu jsou pak přednášky a workshopy určené pro veřejnost. Tato událost se na půdě příbramského gymnázia uskutečnila už čtyřikrát, naposledy v roce 2015. Diskutovat o televizní tvorbě přijel třeba generální ředitel ČT Petr Dvořák, sportovní novinář Robert Záruba nebo moderátoři Daniel Takáč a Václav Moravec.

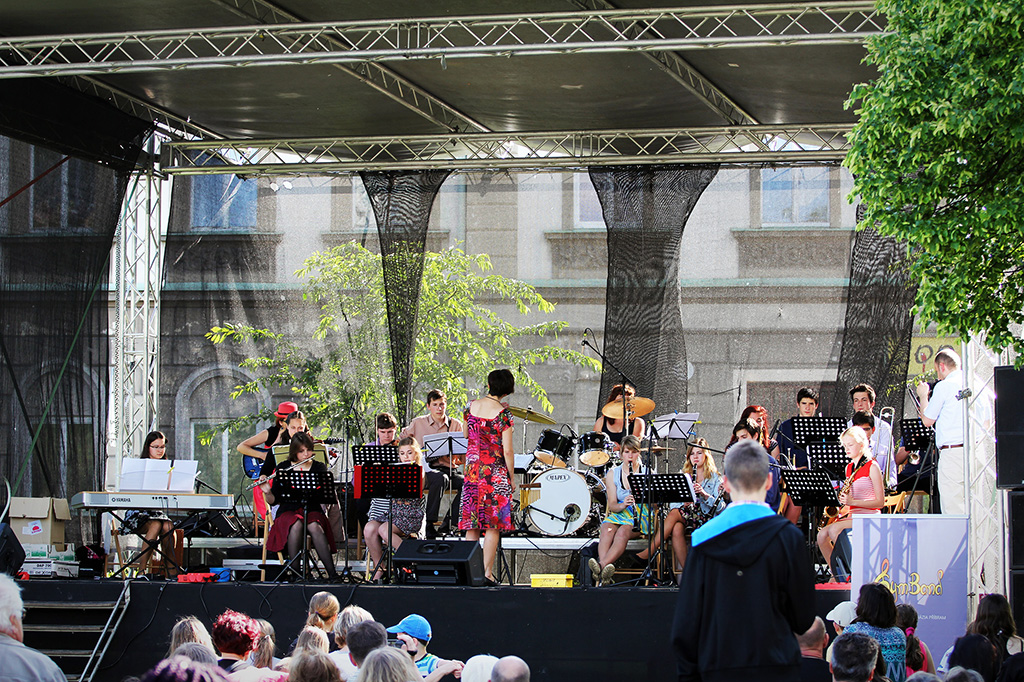
Vystoupení školního orchestru GymBand v rámci Hudebního festivalu Antonína Dvořáka Příbram.

### GymBand
GymBand vznikl u příležitosti konání školní kulturní akademie v roce 2009. Od té doby neustále obohacuje svůj repertoár a rozšiřuje členskou základnu i nástrojové obsazení.
Orchestr hraje skladby od jazzu, přes jazzrock, pop a filmovou hudbu až po klasiku. V jeho repertoáru jsou například ústřední melodie z filmů jako James Bond, Sedm statečných nebo Chariots of Fire, hity Michaela Jacksona (Thriller), jazz-rocková klasika (Watermelon Man), jazzové standardy (In the Mood) i nesmrtelné hity populární hudby (Yesterday). Kromě vystoupení, která jsou součástí dalších akcí, pořádá vlastní koncerty, například tradiční vánoční vystoupení. GymBand také spolupracuje se studentským orchestrem gymnázia v severoněmeckém Marienhafe, s nímž pořádá výměnné pobyty a společné koncerty.

## Partnerské školy
- Gymnasium Ulricianum, Aurich, Německo
- Immanuel Kant Gymnasium, Lachendorf, Německo
- Martinus-Gymnasium, Linec nad Rýnem, Německo
- Integrierte Gesamtschule, Marienhafe, Německo
- Liceum Ogólnokształcące, Kępno, Polsko
- XIII Liceum Ogólnokształcące, Vratislav, Polsko
- King Edward VI School, Southampton, Velká Británie
- Liceo Calasanzio, Carcare, Itálie
- Lycée International Charles de Gaulle, Dijon, Francie
- Copernicus SG, Hoorn, Nizozemsko
- Vollen Ungdomsskole, Vollen, Norsko